# Carex fridtzii
Carex fridtzii är en halvgräsart som beskrevs av Holmb. Carex fridtzii ingår i släktet starrar, och familjen halvgräs. Inga underarter finns listade i Catalogue of Life.